# 御津町御幸浜
御津町御幸浜（みとちょうみゆきはま）は、愛知県豊川市の地名。

## 地理
旧御津町南西部に位置する。東は御津町大草・御津町泙野、西から南は三河湾に接する。

### 字一覧
- 1号地（いちごうち）
- 2号地（にごうち）
- 3号地（さんごうち）

### 施設
- 三河みとマリーナ

## 歴史

### 沿革
- 1979年（昭和54年） - 愛知県企業庁により埋め立てに着手[2]。
- 1984年（昭和59年） - 宝飯郡御津町大字御幸浜が、公有地水面埋立地に起立する[2]。

### WEB
1. ↑  “愛知県豊川市の町丁・字一覧”.   人口統計ラボ. 2024年5月1日閲覧。
2. ↑  “大字別世帯数人口集計表” (XLSX). 豊川市ホームページ.   豊川市役所. 2024年12月1日閲覧。
3. ↑  “読み仮名データの促音・拗音を小書きで表記するもの(zip形式) 愛知県” (zip).   日本郵便 (2024年2月29日). 2024年3月26日閲覧。
4. ↑  “市外局番の一覧” (PDF).   総務省 (2022年3月1日). 2022年3月22日閲覧。
5. ↑  “ナンバープレートについて”.   一般社団法人愛知県自動車会議所. 2024年1月21日閲覧。

### 書籍
1. 1 2  「角川日本地名大辞典」編纂委員会 1989, p. 2023.
2. 1 2  「角川日本地名大辞典」編纂委員会 1989, p. 1307.